# Rhopalaea perlucida
Rhopalaea perlucida is een zakpijpensoort uit de familie van de Diazonidae. De wetenschappelijke naam van de soort is voor het eerst geldig gepubliceerd in 1997 door Monniot.